# 曙村 (山梨県)
曙村（あけぼのむら）は山梨県南巨摩郡にあった村。現在の身延町北西部、曙川流域にあたる。

## 地理
- 山：富士見山
- 河川：早川、曙川

## 歴史
- 1875年（明治9年）8月 - 巨摩郡遅沢村・江尻窪村・梨子村・中山村・福原村・古長谷村・矢細工村が合併して曙村となる。
- 1878年（明治11年）7月22日 - 郡区町村編制法の施行により、曙村が南巨摩郡の所属となる。
- 1889年（明治22年）7月1日 - 町村制の施行により、曙村が単独で自治体を形成。
- 1952年（昭和27年）7月30日 - 曙事件発生。
- 1954年（昭和29年）8月17日 - 西島村・大須成村・静川村と合併して中富町が発足。同日曙村廃止。